# Piratula logunovi
Piratula logunovi is een spinnensoort in de taxonomische indeling van de wolfspinnen (Lycosidae).
Het dier behoort tot het geslacht Piratula. De wetenschappelijke naam van de soort werd voor het eerst geldig gepubliceerd in 2011 door Omelko, Marusik en Koponen.